# Nötscher Kreis

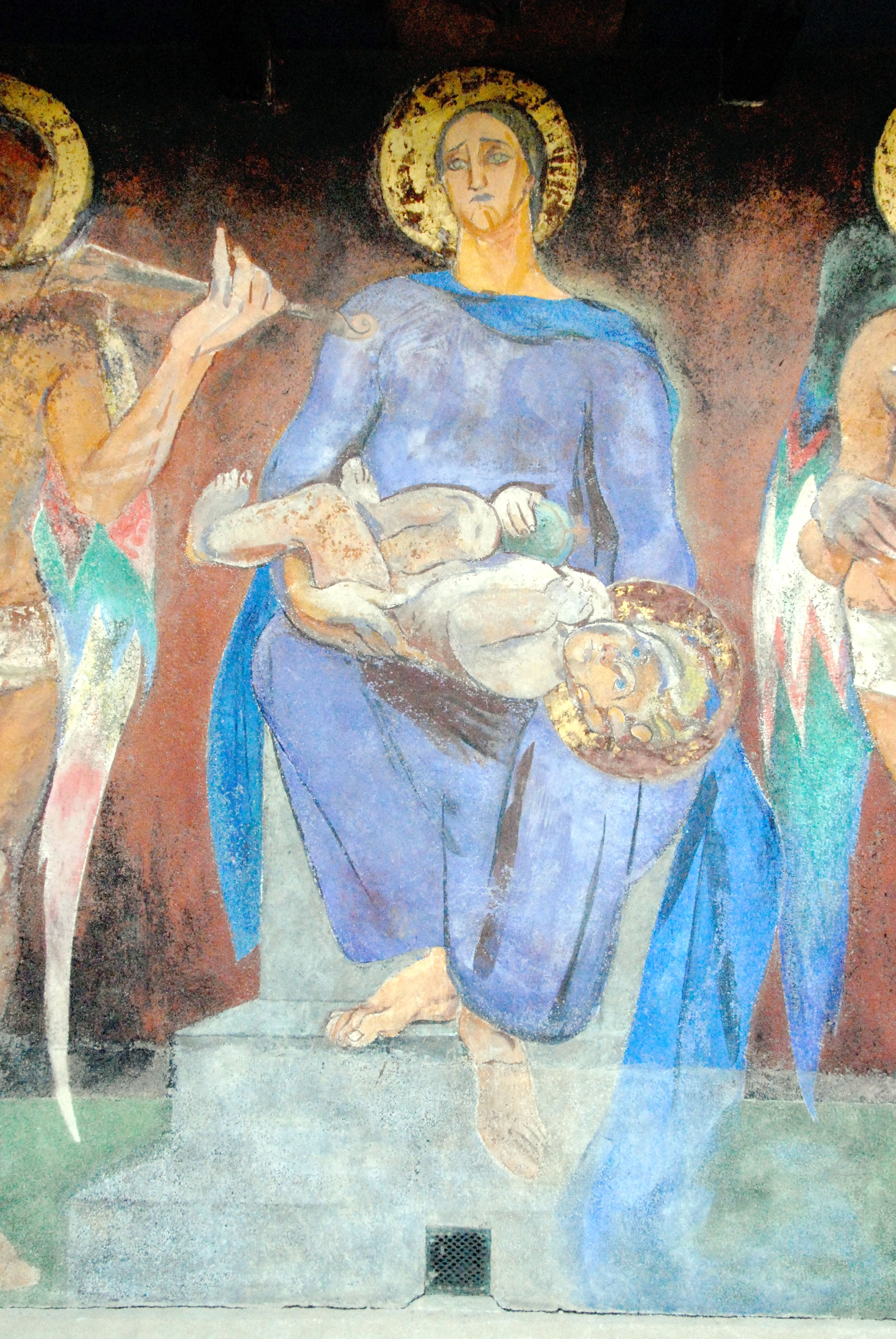
Ausschnitt des Freskos einer Madonna mit Kind, von musizierenden Engeln umgeben, Grab der Familie Michor an der Kirchen-Süd-Außen-Wand in Saak, Nötsch, gemalt von Anton Kolig, 1927–29

Der Nötscher Kreis der Maler Sebastian Isepp, Anton Kolig, Franz Wiegele und Anton Mahringer verfügte über kein eigenes Programm: Nötsch im Gailtal war zeitweise Domizil der Maler, deren Kunst bisher fast ausschließlich aus kunsthistorischer Perspektive untersucht wurde.
Anton Kolig kam 1906 nach Wien; er verkehrte wie Isepp in den Wiener Salons von Eugenie Schwarzwald und Berta Zuckerkandl. 1911 traten die Nötscher Maler mit Oskar Kokoschka, Anton Faistauer und Egon Schiele in der „Hagenbund-Ausstellung“ an die Öffentlichkeit. Franz Wiegele und Anton Kolig erhielten 1912 ein Stipendium für Paris, wo sie sich bis zu Beginn des Ersten Weltkrieges aufhielten und die moderne französische Malerei studierten.
Wiegele knüpfte in Wien Kontakte zu Egon Schiele, Hugo von Hofmannsthal und Josef Hoffmann und geriet 1914 nach einem zweijährigen Aufenthalt in Paris in Algerien in französische Gefangenschaft, konnte aber 1916 nach Zürich übersiedeln, wo er sich bis 1925 im  Kreis um den Komponisten Othmar Schoeck aufhielt. Isepp, Kolig und Wiegele fanden Kontakt zu Hugo von Hofmannsthal und seinem Kreis; hier erhielten die Maler auch die Aufträge zu den großen Porträts. 1928 erhielt Kolig eine Professur an der Kunstakademie Stuttgart, die er bis 1943 innehatte.
Die 1928/30 von Kolig und seinen Schülern gemalten Klagenfurter Landhausfresken wurden  1938 von den Nationalsozialisten abgeschlagen. Sebastian Isepp gehörte dem Kreis um den Komponisten Egon Wellesz an. Er begleitete Hofmannsthal auf mehreren Italienreisen und diente ihm als Modell im Theaterstück „Der Schwierige“.
Die Korrespondenz Koligs mit Alfred Kubin, Stefan Zweig, Michael Guttenbrunner und Werner Berg zeigt Koligs Bemühungen um die Errichtung einer Werkstätte in Nötsch, zu der zeitweise Gerhart Frankl und Theodor Herzmansky gehörten. Anton Mahringer war Koligs bedeutendster Schüler. Er stammte aus dem Stuttgarter Schülerkreis, entwickelte sich jedoch bald als eigenständiger Landschaftsmaler. Isepp emigrierte 1938 nach England, wo er mit Kokoschka befreundet blieb, Wiegele wurde 1944 bei einem Bombenangriff getötet, bei dem auch Kolig verletzt wurde, der 1950 in Nötsch starb. Anton Mahringer († 1974) führte die „Nötscher Schule“ weiter, deren Werke auch international (Biennale in Venedig, Carnegie-Ausstellungen in Pittsburgh usw.) anerkannt wurden.

## Museum

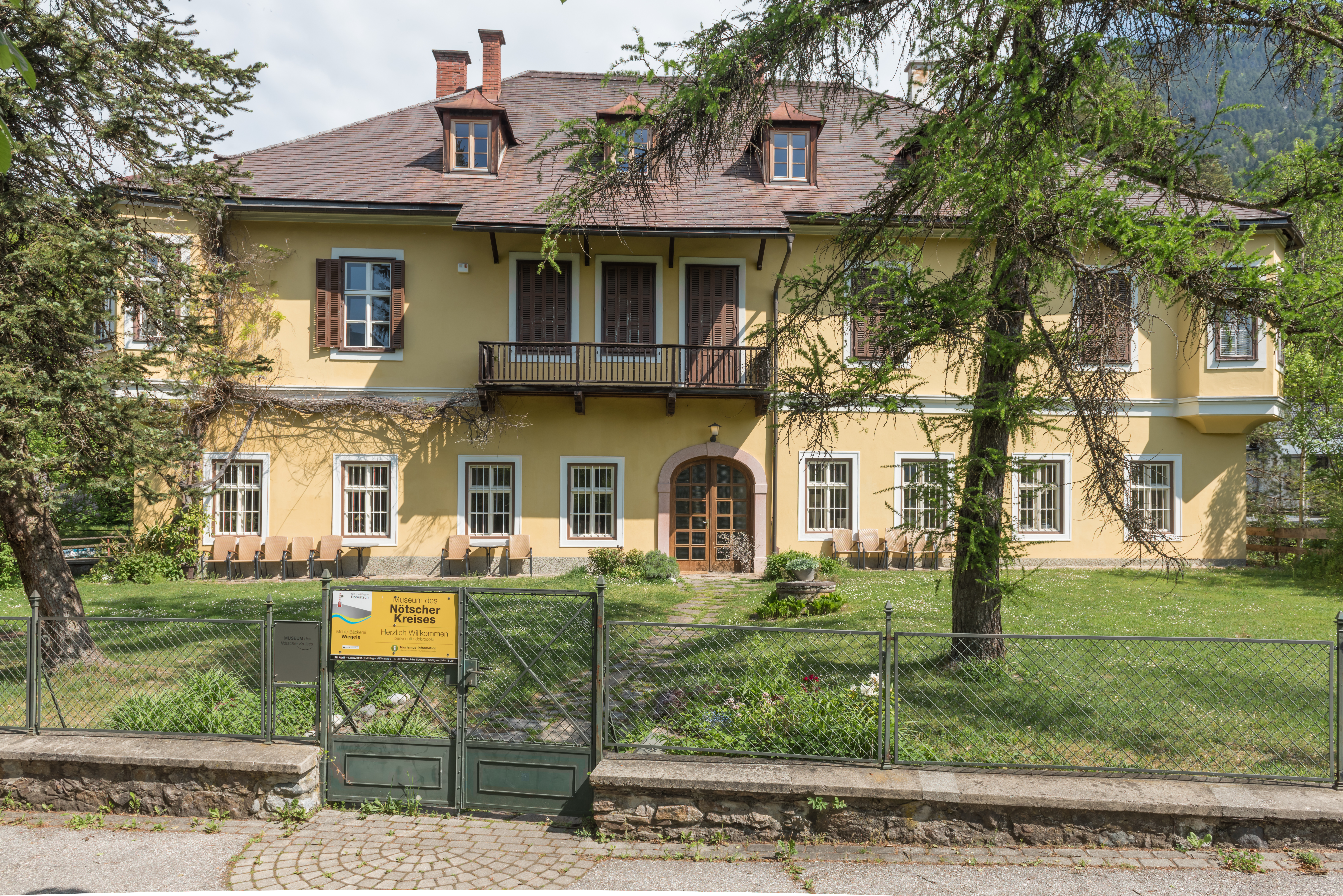
Museum in Nötsch

Dem Nötscher Kreis ist das Museum des Nötscher Kreises im Geburtshaus Franz Wiegeles in Nötsch gewidmet. Es wurde 1998 von der Schwiegertochter des Bruders von Franz Wiegele, Hermine Wiegele, initiiert.